# Castel Ritaldi
Castel Ritaldi település Olaszországban, Umbria régióban, Perugia megyében. Lakosainak száma 3041 fő (2023. január 1.). Castel Ritaldi Giano dell'Umbria, Montefalco, Spoleto és Trevi községekkel határos.

## Népesség
A település lakossága az elmúlt években az alábbi módon változott:
| Lakosok száma | 3275 | 3245 | 3041 |
|               | 2015 | 2018 | 2023 |